# Sponholz
Sponholz är en kommun och ort i Landkreis Mecklenburgische Seenplatte i förbundslandet Mecklenburg-Vorpommern i Tyskland.
I kommunen finns orterna Rühlow, Sponholz och Warlin.
Kommunen ingår i kommunalförbundet Amt Neverin tillsammans med kommunerna Beseritz, Blankenhof, Brunn, Blankenhof, Neddemin, Neuenkirchen, Neverin, Staven, Trollenhagen, Woggersin, Wulkenzin och Zirzow.